# Ostrowy Tuszowskie (gromada)
Ostrowy Tuszowskie – dawna gromada, czyli najmniejsza jednostka podziału terytorialnego Polskiej Rzeczypospolitej Ludowej w latach 1954–1972.
Gromady, z gromadzkimi radami narodowymi (GRN) jako organami władzy najniższego stopnia na wsi, funkcjonowały od reformy reorganizującej administrację wiejską przeprowadzonej jesienią 1954 do momentu ich zniesienia z dniem 1 stycznia 1973, tym samym wypierając organizację gminną w latach 1954–1972.
Gromadę Ostrowy Tuszowskie z siedzibą GRN w Ostrowach Tuszowskich utworzono – jako jedną z 8759 gromad na obszarze Polski – w powiecie kolbuszowskim w woj. rzeszowskim na mocy uchwały nr 23/54 WRN w Rzeszowie z dnia 5 października 1954. W skład jednostki wszedł obszar dotychczasowej gromady Ostrowy Tuszowskie ze zniesionej gminy Cmolas oraz obszar dotychczasowej gromady Toporów ze zniesionej gminy Niwiska w tymże powiecie. Dla gromady ustalono 13 (początkowo 21 lecz liczba została zmieniona) członków gromadzkiej rady narodowej.
1 stycznia 1960 gromadę zniesiono, włączając jej obszar do gromady Jagodnik w tymże powiecie.